# Berthold Held
Berthold Held (geboren am 20. November 1868 in Kremsier, heute Kroměříž, gestorben am 27. Februar 1931 in Berlin) war ein deutscher Schauspieler, Regisseur und Schauspiellehrer. Er leitete ab 1914 die Schauspielschule des Deutschen Theaters in Berlin, prägte maßgeblich deren Ausrichtung und damit den deutschsprachigen Schauspielnachwuchs.

## Leben und Werk
Berthold Held wuchs in einer jüdischen Familie in Kremsier (Mähren) auf. Seine Eltern waren Lina Brauchbar und Philip Held. 1901 heiratete er Clara Minna Martha Heuer in Berlin-Charlottenburg. Im selben Jahr gründete er zusammen mit seinem Jugendfreund Max Reinhardt aus Salzburg und Friedrich Kayssler das Theater Schall und Rauch. Er war als Schauspieler und Regisseur am Kleinen Theater, Neuen Theater und Deutschen Theater Berlin tätig. In den Inszenierungen Reinhardts übernahm Berthold Held ab 1905 die Regie der Chor- und Massenszenen.  
1914 übernahm er die Leitung der Schauspielschule des Deutschen Theaters, als Reinhardt durch die Umstrukturierungen seine Aufmerksamkeit stärker auf das Theatergeschäft lenkte. Held setzte sich für eine umfassende Schauspielausbildung ein, die Technik, Stimmbildung, Rollenstudium und körperliche Schulung in Fächern wie Gymnastik, Fechten und Tanz umfasste.  
In den 1920er-Jahren engagierte sich Held für eine staatliche Subvention der Schauspielschule. 1924/25 erwirkte er städtische Förderung, die aber bald wieder zurückgenommen wurde. 1926 gründete er ein Kuratorium mit Persönlichkeiten wie Max Reinhardt und Harry Graf Kessler, um die pädagogische und finanzielle Stabilität der Schule zu stärken. 
Held vertrat die Auffassung, dass Schauspieler nicht nur technisch ausgebildet, sondern als ganze Persönlichkeiten erzogen werden müssten. Dies umfasste die Beherrschung körperlicher, emotionaler und intellektueller Fähigkeiten. Sein Ansatz war geprägt von Max Reinhardts Maxime, Schauspieler zur „Gestaltung menschlicher Charaktere“ auszubilden, und zielte auf „Dressur in Freiheit“.  Als langjähriger Leiter der Schule prägte er Generationen von deutschsprachigen Schauspielerinnen und Schauspielern.

## Publikation (Auswahl)
- 1905: Die Drehbühne, in: Bühne und Welt

## Regie (Auswahl)
- 1911: Die schöne Helena (Münchner Künstlertheater), nach einer Inszenierung von Max Reinhardt, Musik: Jacques Offenbach, Bühnenbild: Ernst Stern[4]
- 1916: Die Mottenburger (Deutsches Theater Berlin), Text: David Kalisch und August Weirauch[5]